# 消防大学校
消防大学校（しょうぼうだいがっこう、略称：消大、英称：Fire and Disaster Management College）は、総務省消防庁が設置する省庁大学校。消防組織法第5条、総務省組織令第152条を設置根拠とする総務省消防庁の施設等機関で教育訓練機関である。下部組織として消防庁消防大学校消防研究センターを有する。
消防大学校の本部および施設は、東京都調布市深大寺東町4丁目35番3号に置かれている。また隣接地の深大寺東町4丁目35番16号に、消防庁消防研究所（現：消防研究センター）から消火器や火災報知器など消防用設備の検定業務を引き継いだ日本消防検定協会が所在する。

## 概要
1948年に消防講習所として創設され、消防組織法改正により1959年に消防大学校として発足。2001年に中央省庁再編により総務省消防庁消防大学校となった。
2006年3月31日をもって廃止された独立行政法人消防研究所を統合し、同年4月1日に消防大学校の下部組織として消防研究センターが発足した。
政府および地方公共団体の消防上級幹部（消防職員・消防団員）に対し、消防業務に必要な知識・技能・指導管理能力を修得させるための高度な教育研修事業を行うほか、消防業務に関する調査研究事業を行う機関である。各都道府県と政令指定都市に設置された消防学校に対する技術援助も行う。
一般に「消防大学」と略称されることがあり、例えば小田急バスの最寄りバス停留所名は「消防大学前」であるが、文部科学省所管の学校教育法第1条に定められた大学ではなく、消防上級幹部等を対象とする省庁大学校である。一般の新規高校卒業者を入学対象とする施設ではない。

## 歴史
- 1948年（昭和23年） - 消防講習所として創設[2]。
  - 指導者養成科（昭和28年度から平成17年度まで本科）を開講[2]。
  - 火災原因調査科（現：予防科）を開講[2]。
- 1950年（昭和25年） - 研究科（現：上級幹部科）を開講。消防団長科を開講[2]。
- 1959年（昭和34年） - 消防組織法改正により消防大学校となる。校章および校旗を制定[2]。
- 1965年（昭和40年） - 警防科を開講[2]。
- 1968年（昭和43年）
  - 4月1日 - 救急科を開講[2]。
  - 8月5日 - 高層訓練塔が完成[5]。
- 1981年（昭和56年） - 救助科を開講[2]。
- 1986年（昭和61年） - 幹部研修科を開講[2]。
- 1996年（平成8年）3月26日 - 第二本館（講堂・救急訓練室・屋内訓練室）、屋内火災防ぎょ訓練棟、不二寮（北寮）完成[2][5]。
- 1997年（平成9年）3月28日 - 車庫棟が完成[5]。
- 1998年（平成10年）3月30日 - 不二寮（南寮）完成[2][5]。
- 2001年（平成13年）
  - 3月20日 - 新本館[2][5]、第二車庫棟が完成[5]。
  - 4月1日 - 中央省庁再編により管轄省庁が自治省消防庁から総務省消防庁に変更。消防大学校となる[2]。火災調査科を開講[2]。
- 2006年（平成18年）
  - 独立行政法人消防研究所が廃止[2]、消防大学校に消防研究センターを設置して業務移管[2]。
  - 幹部研修科を「幹部科」に再編、eラーニングを開始[2]。
  - 新任消防長・学校長科、危険物科、新任教官科を開講[2]。
- 2009年（平成21年） - 消防大学校創設50年を迎える[2]。
- 2016年（平成28年） - 女性職員の研修機会を拡大[6]。
- 2017年（平成29年） - 現任教官科を開講[6]。

## 内部組織
消防大学校長が校務を掌理し、副校長が校長の補佐を行う。研修管理官が命を受け、消防大学校の所掌事務のうち重要事項に係るものの企画・立案及び調整を行い、当該事務に関し政策的見地から総括して指導を行う。また、教授、助教授が置かれているほか、校長は特に必要がある場合は講師を委嘱することができる。
- 校長
- 副校長
- 庶務課
- 教務部
- 調査研究部
- 消防研究センター（独立行政法人消防研究所を統合）

## 教育課程
- 総合教育
  - 幹部科
  - 上級幹部科
  - 新任消防長・学校長科
  - 消防団長科
- 専科教育
  - 警防科
  - 救助科
  - 救急科
  - 予防科
  - 危険物科
  - 火災調査科
  - 新任教官科
- 緊急消防援助隊教育科
  - 指揮隊長コース
  - 高度救助・特別高度救助コース
  - NBCコース
  - 航空隊長コース
- 危機管理・防災教育科
  - 危機管理・国民保護コース
  - 自主防災組織育成コース
  - 自主防災組織育成短期コース
  - 消防団教育訓練推進者養成コース

## アクセス
所在地は調布市内だが、調布市北部の三鷹市との市境付近に位置しており、調布駅など京王線の駅からは離れている。そのため路線バスの便は調布駅より吉祥寺駅・三鷹駅の方が利便性が高い。
小田急バスにより吉祥寺駅、三鷹駅から路線バスが運行されている。最寄りバス停留所は「消防大学前」。いずれも乗車時間は約20分。
- 吉祥寺駅（公園口6番のりば）[1][7]
  - 吉04系統：深大寺行き、野ヶ谷行き[1][7]
  - 吉05系統：調布駅北口行き[1][7]（2時間に1本程度）
- 三鷹駅（南口8番のりば）[1][7]
  - 鷹55系統：野ヶ谷行き[1][7]

調布駅北口（12番のりば）からの吉05系統は2時間に1本程度と本数が少なく、同じのりばから発車する吉06系統（吉祥寺駅行き・神代植物公園経由）は「消防大学前」を経由しない。
また調布駅北口からは、調布市ミニバス北路線（調37系統・都営深大寺住宅）が「日本消防検定協会」停留所を経由するが、2020年11月16日のダイヤ改正で1日3便（日中1便）に減便され、アクセス路線としては機能しなくなった。
そのほか、小田急バス・京王バス「杏林大学病院」停留所からバス18分、徒歩7分。吉祥寺駅・三鷹駅・調布駅のほか、仙川駅（小田急バス）、つつじヶ丘駅（みたかシティバス新川・中原ルート）からもバス便がある。